# 哈瑟尔多夫
哈瑟尔多夫是德国石勒苏益格－荷尔斯泰因州的一个市镇。总面积18.08平方公里，总人口1684人，男性825人，女性859人（2011年12月31日），人口密度93人/平方公里。